# Aansprakelijkheidsverzekering voor Particulieren
Een Aansprakelijkheidsverzekering voor Particulieren (afgekort AVP) is een verzekering die de verzekerde beschermt tegen de risico's van aansprakelijkheid in zijn particuliere hoedanigheid.
De AVP verzekert alle aanspraken waarvoor de verzekerde wettelijk aansprakelijk is, tenzij de schadeveroorzakende gebeurtenis specifiek is uitgesloten.

## Indeling
Verzekering→Schadeverzekering→Variaverzekering→Aansprakelijkheidsverzekering→Aansprakelijkheidsverzekering voor Particulieren

## Verzekerden
Doorgaans biedt de verzekeraar de keuze uit een alleenstaande- of gezinsdekking. De kring van verzekerden is afhankelijk van de gekozen dekking.
Bij de alleenstaandendekking zijn de volgende personen verzekerd: 
- De verzekeringnemer;
- Logés, voor zover deze zelf niet verzekerd zijn;
- Huispersoneel, voor zover de aansprakelijkheid direct verband houdt met de werkzaamheden.

Bij de gezinsdekking zijn, naast de bij de alleenstaandendekking genoemde personen, verzekerd:
- Echtgenoot / echtgenote / geregistreerd partner;
- De met hem/haar in gezinsverband samenwonende personen, alsmede 
  - Hun minderjarige kinderen;
  - Hun meerderjarige, ongehuwde kinderen, inwonend of voor studie uitwonend.
- Inwonende (groot-/schoon)ouders, bloed- en aanverwanten.

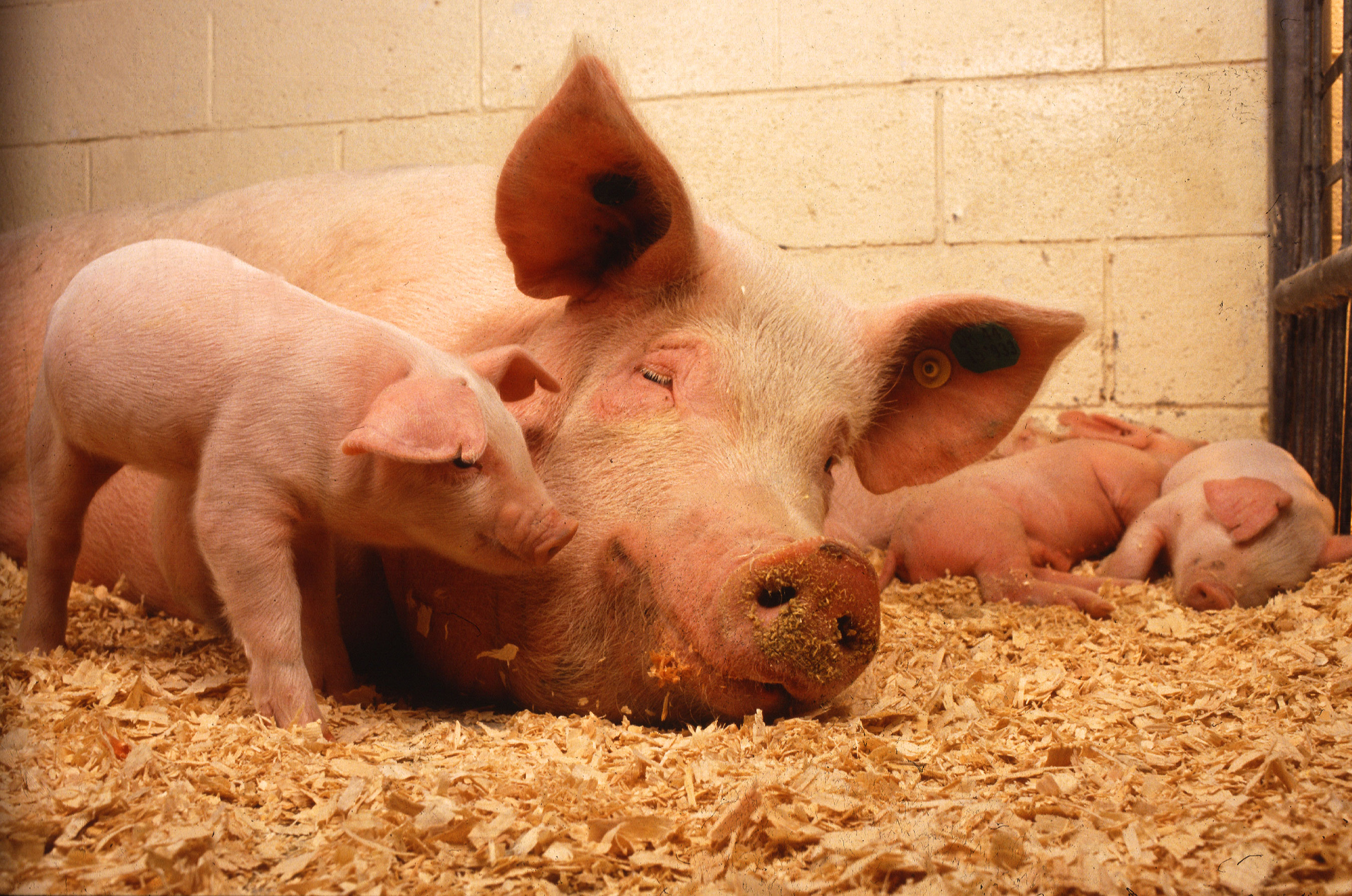
Schade veroorzaakt door varkens, mits gehouden voor genoegen, is evenals andere huisdieren ook verzekerd op de AVP

## Huisdieren
Huisdieren zijn voor de wet gelijkgesteld aan zaken. De verzekerde is volgens het Burgerlijk Wetboek aansprakelijk voor de gedragingen van dieren die hij bezit. Er is dekking op de AVP voor zover de verzekerde het dier als 'particulier' bezit.

## Verzekerd bedrag
De meeste verzekeraars bieden de verzekerde de keuze uit een aantal verzekerde bedragen tussen € 1 mln en € 2,5 mln. Bij een te laag verzekerd bedrag kan de rechter de verzekerde verplichten het meerdere zelf te vergoeden. Uit de jurisprudentie blijkt dat rechters de grens stellen op € 1,25 mln.
Voorbeeld: Iemand veroorzaakt een schade. Hij is verzekerd voor € 1,5 mln. De rechter stelt de schade vast op € 2 mln. De verzekerde maakt aannemelijk dat hij de € 500.000 niet zelf kan vergoeden. Gezien de hoogte van het verzekerd bedrag wordt de schadevergoeding vastgesteld op € 1,5 mln.

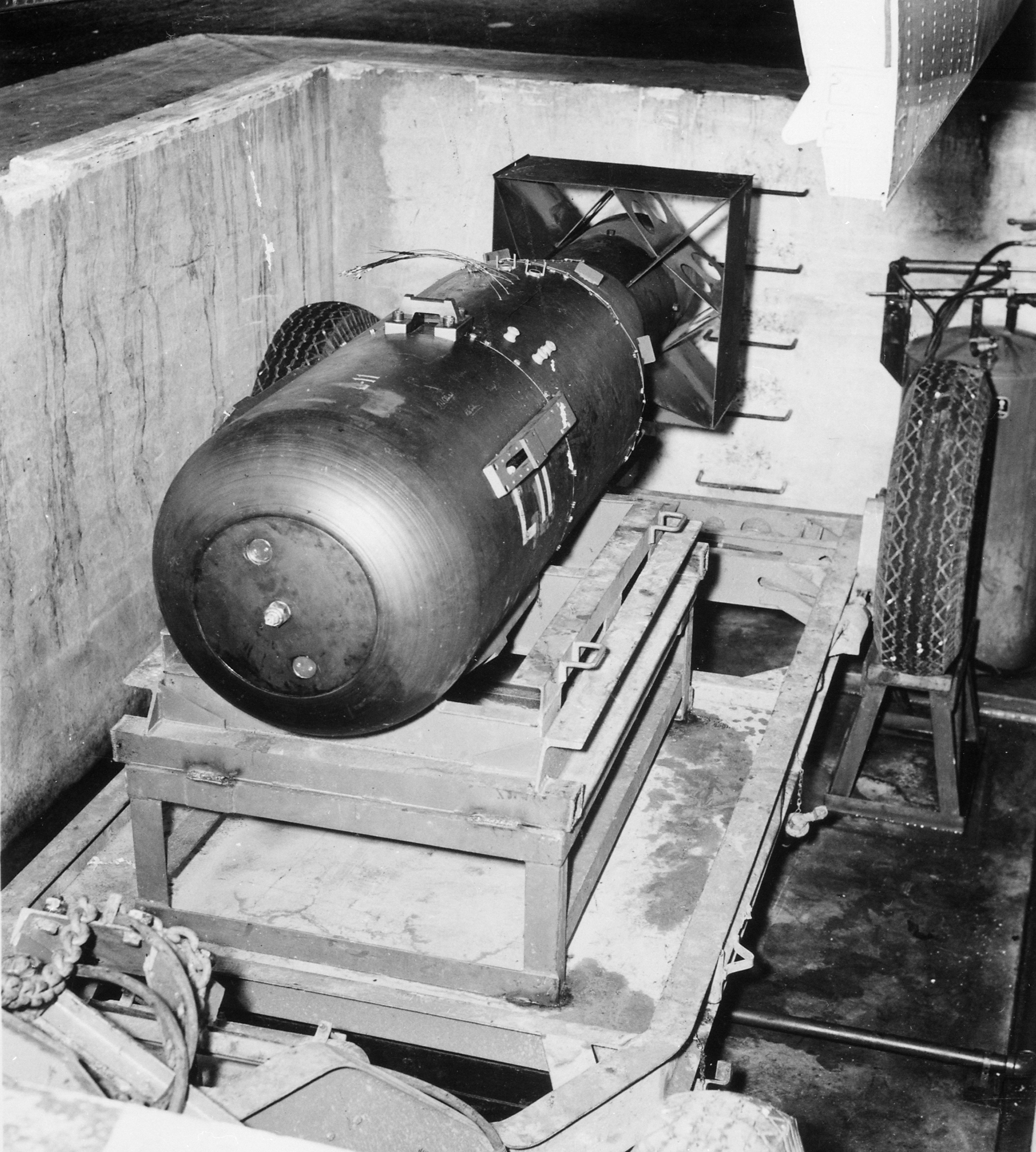
Schade veroorzaakt met kernwapens is niet verzekerd

## Wat is niet verzekerd
- Opzet als daad of met zekerheidsbewustzijn;
- Seksuele handelingen / gedragingen, al dan niet in groepsverband gepleegd;
- Zaakschade tussen verzekerden onderling;
- Opzicht;
- Schade veroorzaakt door of met motorrijtuigen;
- Schade veroorzaakt door of met luchtvaartuigen;
- Schade veroorzaakt door of met vaartuigen;
- Molest en atoomkernreacties;
- Bezit / gebruik van illegale wapens;
- Als verzekerde niet meer woonachtig is in Nederland;
- Schade die uitsluitend bestaat uit financiële schade, zoals aansprakelijkheid die voortvloeit uit het niet nakomen van een overeenkomst.

## Opzicht
Er is sprake van opzicht wanneer een verzekerde zaken van een derde tijdelijk onder zich heeft. Schade aan deze zaken is uitgesloten, voor zover er sprake is van schade ontstaan aan zaken:
- Vanuit huur / huurkoop / lease / erfpacht / pand / vruchtgebruik / abonnementen (zoals bibliotheek);
- Uit hoofde van uitoefening bedrijf of beroep;
- Die de verzekerde onrechtmatig onder zich heeft, zoals na diefstal;
- Die een motorrijtuig, (sta)caravan, vouwwagen, motor- of zeilvaartuig of luchtvaartuig betreffen;
- Die geld, geldswaardig papier, bankpassen, creditcards betreffen.

In andere situaties is opzicht meeverzekerd tot een bepaald maximumbedrag, doorgaans circa € 12.500,--.

## Motorrijtuigen
Schade veroorzaakt door of met motorrijtuigen is uitgesloten, tenzij er sprake is van een van de volgende uitzonderingen.
- Passagiersrisico:
  - Schade toegebracht aan het motorrijtuig waarvan een verzekerde passagier is;
  - Schade toegebracht als passagier aan derden, alleen dekking voor schades die elders niet zijn verzekerd. Schade veroorzaakt door passagiers is verzekerd op de autoverzekering. Een eventueel verlies van bonus/maluskorting op de autoverzekering is verzekerd op de AVP.
- Joyriding  is verzekerd indien: 
  - De veroorzaker is jonger dan 18 jaar en
  - De veroorzaker heeft het voertuig met geweldpleging bemachtigd.
- Regiefouten. Aanwijzingen die een verzekerde geeft aan bestuurders van motorrijtuigen.

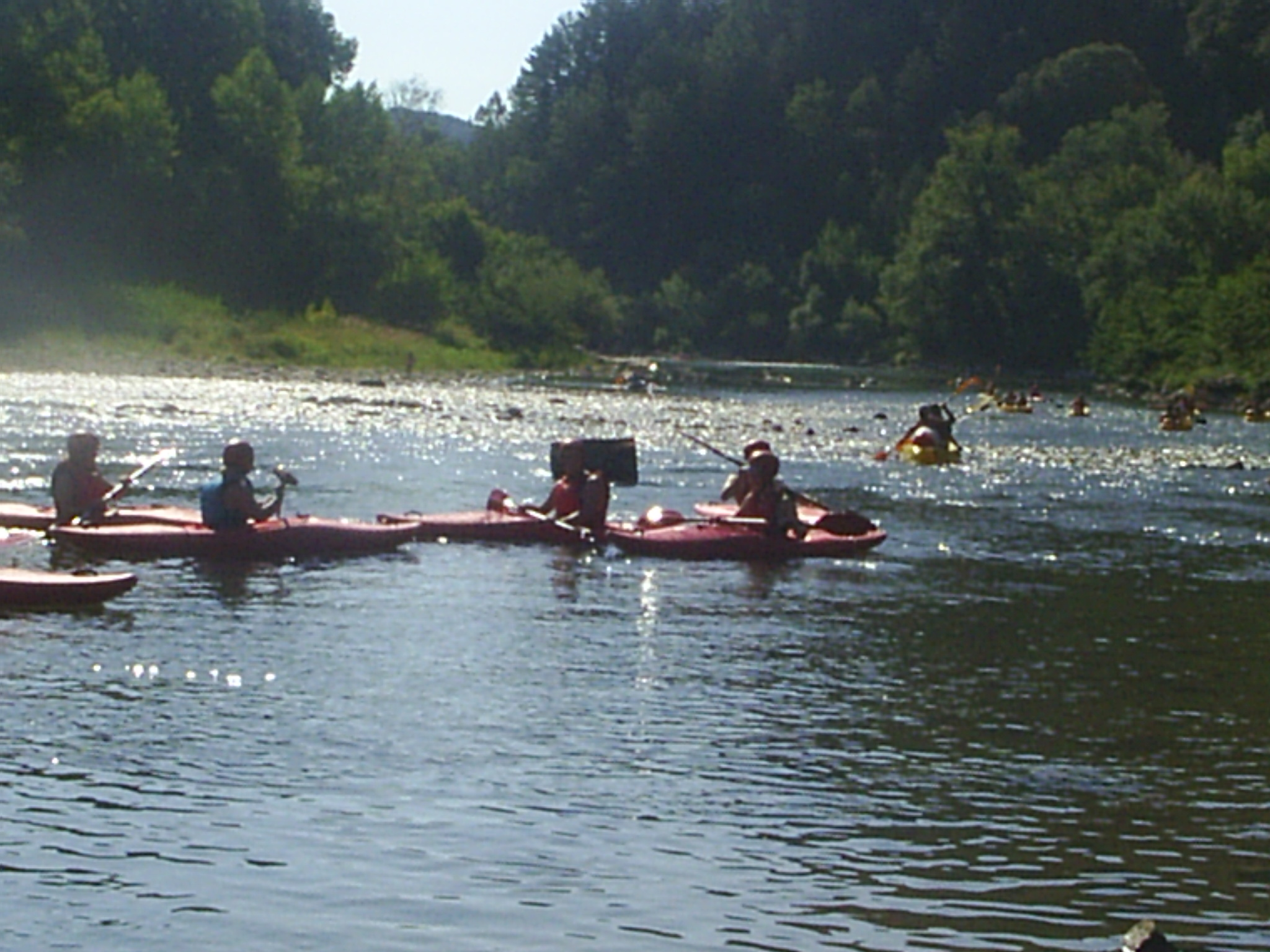
Schade veroorzaakt met Kano's en Kajaks is wel gedekt

## Vaartuigen
Schade veroorzaakt door of met vaartuigen is uitgesloten, tenzij er sprake is van een van de volgende uitzonderingen:
- Kano’s, roeiboten, modelboten;
- Zeilboten. Alleen personenschade is verzekerd voor zover de zeiloppervlakte niet meer is dan 16 m²;
- Motorboten. Alleen personenschade is verzekerd voor zover het vermogen van de motor niet meer is dan 3 kilowatt (ongeveer 4 pk).

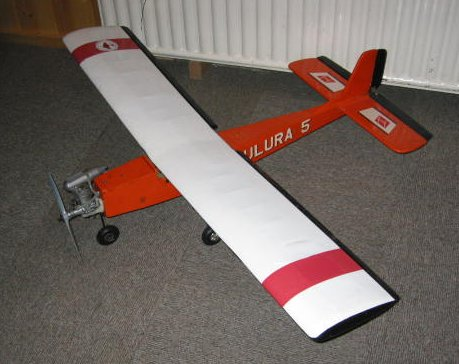
Schade door luchtvaartuigen is alleen verzekerd als het een modelvliegtuig betreft

## Luchtvaartuigen
Schade veroorzaakt door of met luchtvaartuigen is uitgesloten, tenzij er sprake is van een van de volgende uitzonderingen.
- Modelvliegtuigen tot 20 kg;
- schade aan luchtvaartuig als passagier.

## Vriendendienst
Wanneer de verzekerde niet aansprakelijk is voor de ontstane schade dan zal de verzekering ook geen dekking bieden. De meeste verzekeraars maken tegenwoordig uitzonderingen voor vriendendiensten. Bij een vriendendienst kan aansprakelijkheid ontbreken, de verzekerde kan zich desondanks moreel verplicht voelen de schade te vergoeden. De verzekeraar biedt ook bij het ontbreken van aansprakelijkheid tot een bepaald bedrag (doorgaans circa € 12.500,--) dekking voor de schade.
Het ontbreken van aansprakelijkheid bij een vriendendienst is gelegen in het feit dat bij een vriendendienst sprake is van een "aangepaste zorgvuldigheidsnorm", zoals deze bijvoorbeeld ook geldt bij "sport en spel situaties". In situaties waar iemand belangeloos hulp verleent (zoals bij een vriendendienst het geval is) dan is er in de regel pas sprake van aansprakelijkheid (6:162 BW) als er door de schadeveroorzaker meer risico werd genomen waardoor de schade ontstond, dan wat onder soortgelijke omstandigheden als normaal zou moeten worden beschouwd.